# Chand Baori

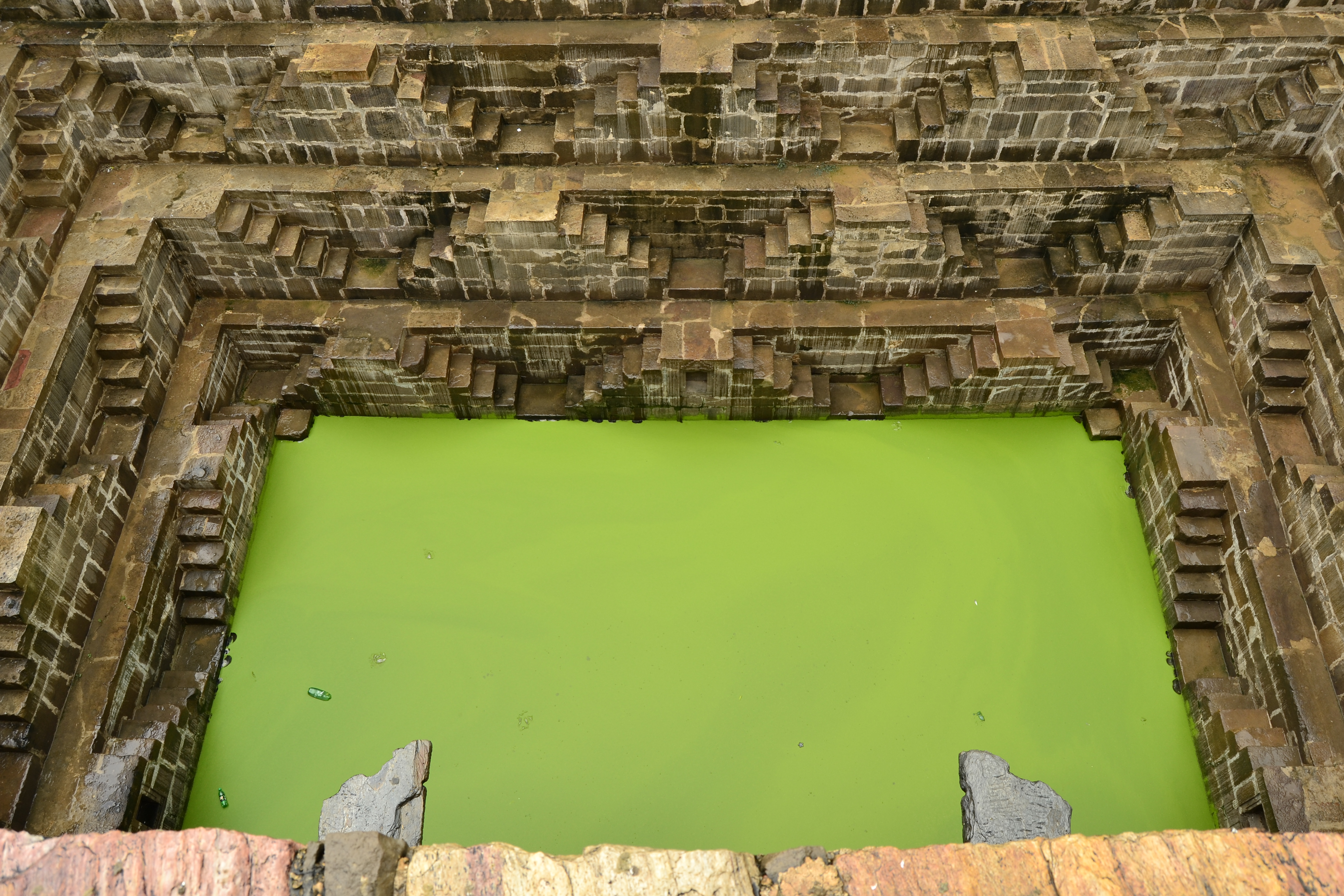
Blick in das Wasserbecken am Grund des Chand Baoris

Der Chand Baori ist ein Stufenbrunnen nahe der Stadt Abhaneri im indischen Bundesstaat Rajasthan.

## Geschichte

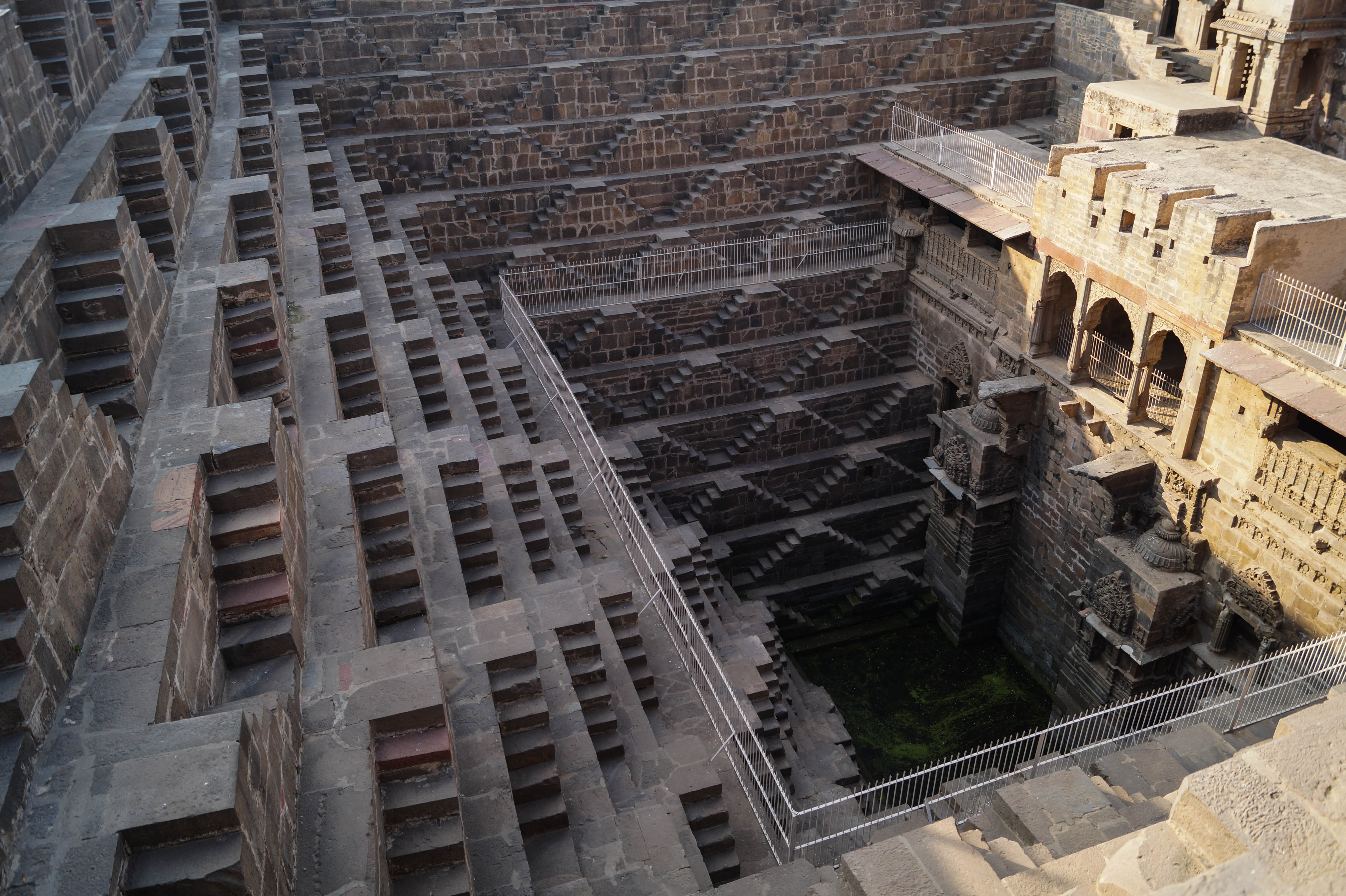
Chand Baori

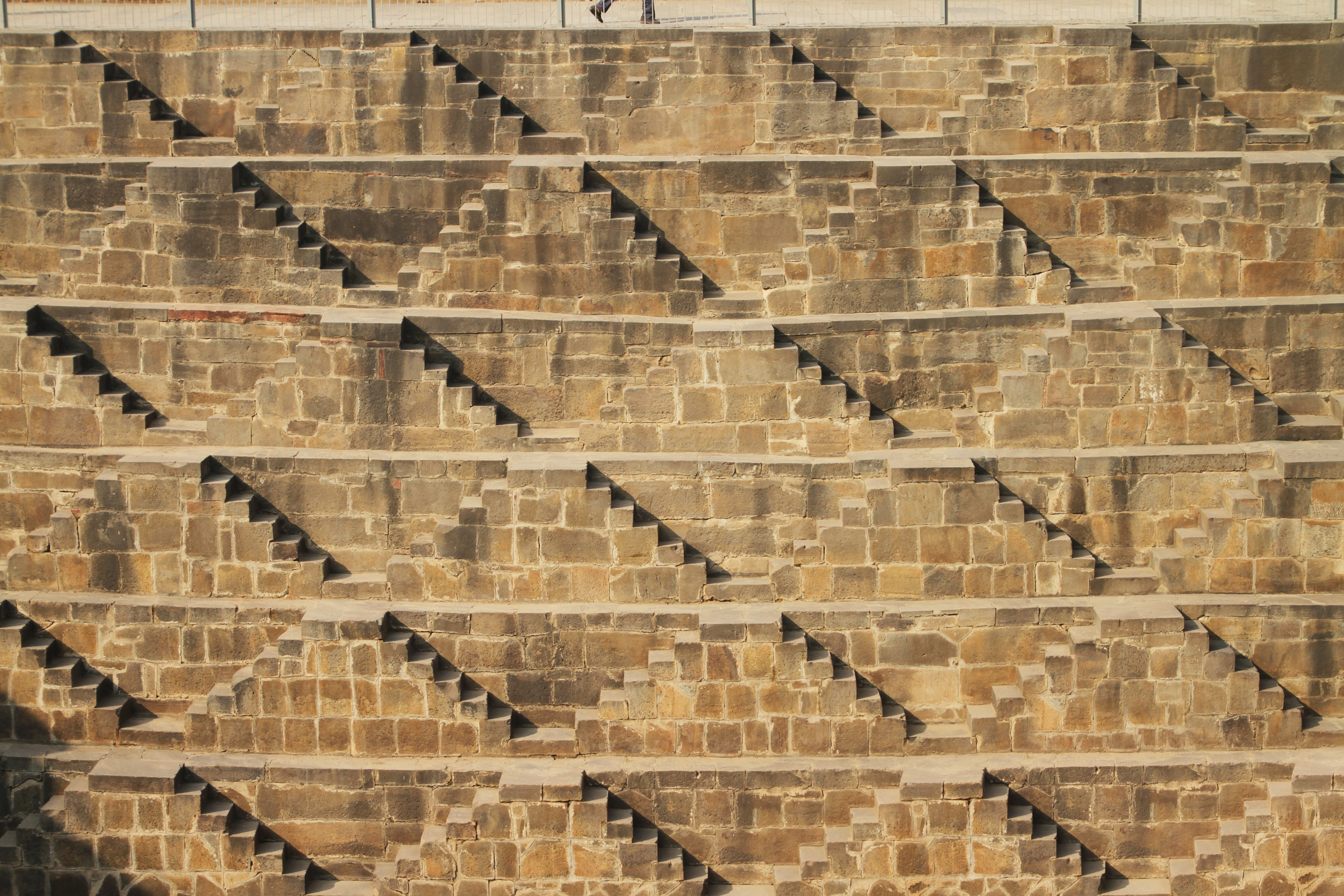
Prismenstufen

Gemäß der lokalen Überlieferung wurde der Chand Baori im 8. und 9. Jahrhundert während der Herrschaft des Königs Chanda aus der Nikumbha-Dynastie errichtet. Er war der hinduistischen Gottheit Harshat Mata gewidmet, der Göttin für Spaß und Freude.

## Aufbau
Mit knapp 20 Meter Tiefe ist der Chand Baori der größte und tiefste Stufenbrunnen Indiens. Das Wasser am Grund wird auf drei Seiten von insgesamt 3.500 Stufen eingegrenzt, die sich auf 13 Stockwerke verteilen. Auf der vierten Seite befindet sich eine Art halboffener Pavillon mit drei Etagen und zwei vorgelagerten Terrassen. Dort findet sich eine Bühne für darstellende Künste und königliche Räumlichkeiten.

## Nutzung
In der ariden Region Rajasthan dient der Chand Baori der Regenwasser-Speicherung. Da es am Brunnenboden im Vergleich zur Erdoberfläche um 5–6 °C kühler ist, wurden die Räume des Chand Baori während der Hitzeperioden auch als Versammlungsort der Gemeinde genutzt.
Heute ist der Chand Baori in erster Linie eine Touristenattraktion; außerdem diente er bereits mehrmals als Filmkulisse, beispielsweise für The Dark Knight Rises.